# Cushnie (Auchterless)
Die Region Cushnie liegt eine gute halbe Meile südwestlich von Auchterless und gehört zum schottischen Council Area Aberdeenshire.
Cushnie ist eine der Ortsbezeichnungen innerhalb der Gemeinde Auchterless.

## Geschichte
Für die „lands of Cushnie“ bei Auchterless liegen deutlich weniger Urkunden vor als für Cushnie (Alford). Aus den vorhandenen alten Dokumenten ist jedoch ersichtlich, dass es zur Barony Auchterless gehörte. In einem alten Dokument wird Cushnie (Auchterless) auch als „lands of Cushnie Knockleith“ bezeichnet.
„Cushnie“ und „Little Cushnie“ werden in einem Verzeichnis von schottischen Ortsnamen aus dem Jahre 1867 als Eigentum des G. W. of Hatten ausgewiesen.

## Namensherkunft und Aussprache
Um den Ursprung des Wortes Cushnie zu verstehen, ist es hilfreich, zunächst das Suffix „nie“ – bzw. Varianten wie „ny“ oder „ney“ – zu betrachten. Diese stehen in Großbritannien für Örtlichkeiten, wo Moore entwässert wurden, um sie landwirtschaftlich nutzbar zu machen. Beispiele aus Aberdeenshire sind Aucharnie, Cairnie, Cushnie (Alford), Cluny, Inverkeithny, Rhynie oder Udny. Sie werden alle – wie auch Cushnie (Auchterless) – heute noch von Entwässerungskanälen und Burns durchzogen. Die Vorsilbe des Kofferworts Cushnie wird u. a. auf das gälische Wort ch'oisinn, was "Ecke" bedeutet, zurückgeführt. Demgemäß würde Cushnie sinngemäß für „Eck“ bzw. „Stück Marschland“ stehen.
Ein weiterer denkbarer Namensursprung ist das gälische Wort „cuisne“ für „Frost“. Dann wäre Cushnie mit „kaltes Marschland“ zu übersetzen.
Cushnie liegt in der Nachbarschaft von Knockleith. Cnoc liath steht im Gälischen für „grauer Berg“. Dadurch kann die Erklärung, dass die erste Silbe von Cushnie für die schottische Bezeichnung für „Foot o’ Hill“ steht, nicht ausgeschlossen werden. Dann wäre Cushnie sinngemäß mit „Marschland, das am Fuße des Berges liegt“ zu deuten.
Von Einheimischen wird bzw. wurde Cushnie ursprünglich mit  [ʌ] – bzw. mit kurzem „a“- ausgesprochen.